# 馮翰銘
馮翰銘（1980年3月1日—），香港音乐人，於2003年成立「TheInvisibleMen」，為華語樂壇創作數百首歌曲，總播放率超過十億次。 

## 簡歷
馮翰銘曾就讀高主教書院小學部和張祝珊英文中學，並後畢業於美國著名音樂學院 Berklee College of Music，並於2001年起成為音樂創作人，主要負責流行曲之作曲、編曲、監製，亦有填詞。2013年成為環球唱片旗下歌手，推出其首張個人專輯。其作品多數為歌手的主打歌，近年在香港樂壇十分受歡迎。他在2012年、2013年、2015年、2016年及2017年度叱咤樂壇流行榜頒獎典禮中獲得「叱咤樂壇編曲人大獎」，亦在2013年及2017年度叱咤樂壇流行榜頒獎典禮中獲得「叱咤樂壇監製大獎」。

## 個人專輯
| 專輯 # | 專輯名稱                          | 專輯類型         | 發行公司 | 發行日期       | 曲目 |
| ------ | --------------------------------- | ---------------- | -------- | -------------- | --- |
| 1st    | 樂章                              | 大碟             | 環球唱片 | 2013年10月23日 | 曲目 1. 二子（乘舟）（feat. 林一峰、黃馨） 2. 生年不滿百（feat. 關統安） 3. 飮酒（feat. 觸執毛） 4. 將進酒 5. 一剪梅（feat. 王菀之） 6. 邁陂塘（feat. 黃馨） 7. 臨江仙（feat. 何山） 8. 浣溪沙（feat. 陳奕迅） 9. 再別康橋（feat. 陳慧琳） 10. 也許 11. （二子）乘舟（feat. 林一峰） |
| 2nd    | Chapter II - Stars of My Universe | 大碟（翻唱專輯） | 環球唱片 | 2016年8月3日   | 曲目 1. 繾綣星光下 2. 告別校園時 3. 知己知彼 4. 霧之戀 5. 藍雨 6. 你親愛的（Instrumental） 7. 我的親愛 8. 石頭記 9. 情人 10. 事件視界（Instrumental） |

## 創作作品

### 2001年
|                                                              |                             |
| - 林 峯 - 如果在這裡（曲） - 許志安 - 及時趕到（曲、編、監） | - 許志安 - 應該怎反應（曲） |

### 2002年
| | |
| - 方力申 - 講句喜歡你（曲、編） - 方力申、李彩華 - 暗號（曲） - 方皓玟、劉偉恆 - 貌離神合（曲、編、監） - 余文樂 - 運動太好（編） - 張燊悅 - Angel of Mercy（編） - 許志安 - 二手衫（曲、編、監） - 許志安 - 沒有歧視的世界（曲、編、監） - 陳小春 - 至高無上（曲） | - 陳慧珊 - 嫌你太好（曲、編） - 陳慧珊、蘇永康 - 暖流（曲） - 葉文輝 - 口不對心（曲、編、監） - 葉文輝 Feat. 陳文媛 - 口不對心（劇場版）（曲） - 鄧健泓 - 大男孩（曲） - 鄧健泓 - 小矮人（曲、編、監） - 蘇永康 - 如果櫈會說話（曲、編、監） - 蘇永康 - 問你怕未（曲、編、監） |

### 2003年
| | |
| - Sky - 1比9（編） - Twins - 香港紐約（曲、編） - 方力申、鄧健泓、李彩華、Cookies - 世界之大（曲、編、監） - 何韻詩 - 兩位一體（曲） - 余文樂 - 愛快羅密歐（編） - 林嘉欣 - 想念動作（曲、編、監） - 林 峯 - 忘記傷害（曲、編） - 梁漢文 - 願你能夠（曲、編、監） | - 許志安 - 愛在布拉格（曲、編、監） - 陳小春 - 依然（編、監） - 陳慧琳 - 心債（編、監） - 黃凱芹 - 天職（曲、編） - 葉文輝 - 夜半歌聲（曲、編、監） - 劉德華 - 情人敵人（編） - 蘇永康 - 雨傘（曲、編、監） - 蘇永康 - 尾班電車（編、監） |

### 2004年
| | |
| - Cookies - 平凡明星（曲、編） - Twins - 蜜月（曲、編） - Twins - 安全感（曲、編） - 方力申 - 你夠幸福嗎?（曲、編、監） - 方力申 - 心火相傳（編） - 余文樂 - 人民英雄（編） - 李克勤 - 大時代（編、監） - 李克勤 - 火柴（編、監） - 林嘉欣 - 珍惜愛（曲、編、監） - 許志安 - 威尼斯（詞、曲、編、監） - 黃伊汶 - 好睇（編） - 黃伊汶 - 好睇（Good Show Mix）（編） - 葉文輝 - 私家歌（編、監） - 葉文輝 - 戀愛時光機（編、監） | - 劉雨潼 - 兩條路（曲、編、監） - 劉雨潼 - 大家閨秀（曲、編、監） - 劉雨潼 - 家（曲、編、監） - 劉雨潼 - 受夠了（曲、編、監） - 劉雨潼 - 肺腑箴言（編、監） - 劉雨潼 - 候補戀人（編、監） - 劉雨潼 - 失戀標籤（編、監） - 劉雨潼 - 寄居蟹（編、監） - 劉雨潼 - 暖手（編、監） - 劉雨潼、李彩華 - 談戀愛（曲、編、監） - 鄭希怡 - 自由身（曲、編） - 劉德華 - 按摩女郎（曲、編） - 劉德華 - 的士司機（編） |

### 2005年
| | |
| - 王菀之 - 一秒感動（編、監） - 王菀之 - 心掛掛（編、監） - 王菀之 - 手望（編、監） - 王菀之 - 小心易碎（編、監） - 王菀之 - 雷電（編、監） - 王菀之 - 面斥不雅（編、監） - 王菀之 - 忽然起舞（編、監） - 王菀之 - 多得你夢（編、監） - 王菀之 - 我想不起（編） - 王菀之 Feat. 張敬軒 - 手望（守望版）（編、監） - 余文樂 - 原因（曲、編） - 李克勤 - 勝情中人（曲、編） - 張栢芝 - 新聞女皇（編） - 陳文媛 - 心灰姑娘（曲、監） - 陳文媛 - 你女友（編、監） - 陳文媛 - Tee Time（曲、監） | - 陳文媛 - 陳舊車站（編、監） - 陳文媛 - 卻步（編、監） - 葉文輝 - 禮物（編、監） - 葉文輝 - 口琴（曲、編、監） - 葉文輝 - 試用期滿（編、監） - 葉文輝 - 心禮（編、監） - 葉文輝 - 天堂車站（曲、編、監） - 葉文輝 - 幻想過期（編、監） - 葉文輝 Feat. Mohamed Drissi - 玻璃鞋（編、監） - 葉文輝 Feat. Willy - 老友記（編、監） - 葉文輝 Feat. Willy - 老友記 (Buah Pear Mix)（編、監） - 葉文輝 Feat. 陳奐仁 - 愛情倒轉（編、監） - 劉德華 - 下次不敢（編） - 劉德華 - 天比高（編） - 劉德華 - 我得你（編） - 劉德華 - 我得你（The Invisible Acapella Mix）（編、監） |

### 2006年
| | |
| - 王菀之 - 詩情（編、監） - 王菀之 - 畫意（編、監） - 王菀之 - (巴黎沒有)摩天輪（編、監） - 王菀之 - 融了鐘的時間（編、監） - 王菀之 - 幸福（編、監） - 王菀之 - 想愛不相愛（編、監） - 王菀之 - 與愛人飛（編、監） - 王菀之 - 恨也講資格（編、監） - 王菀之 - 我好愛你（編、監） - 李 玟 - 第九夜（編、監） - 林海峰 - 粒粒（曲、編、監） - 徐若瑄 - 小女子（曲、編、監） - 徐若瑄 - 別愛我（曲、編、監） | - 張敬軒 - 雲裏的月光（曲、編、監） - 張敬軒 - 如果我（編、監） - 張敬軒 - 笑忘書（編、監） - 張敬軒、王菀之 - 隨你（編、監） - 葉文輝 - 如果愛過（與葉文輝合作作曲） - 葉文輝 - 洛奇（曲、編、監） - 葉文輝 - 颱風（編、監） - 葉文輝 - 原始（編、監） - 劉德華 - 一家人（曲、編） - 劉德華 - 多愁善感（編） - 劉德華 - 心肝寶貝（曲、編） - 蔡依林 - 離人節（曲） |

### 2007年
| | |
| - 王菀之 - 真心話（編、監） - 王菀之 - 你是我最愛的人（編） - 李克勤 - 單身繼續（編、監） - 李克勤 - 巴西女子隊（編、監） - 李克勤 - 小寶寶（曲、編、監） | - 林威辰 - 聽話（曲、編、監） - 張信哲 - 轉機（曲） - 張學友 - 難道真的不能用愛解決嗎?（曲、詞、編、監） - 張學友 - 上不完的課（曲、詞、編、監） - 楊千嬅 - 只談風月不談戀愛（曲） |

### 2008年
| | |
| - 王菀之 - 我來自火星（編、監） - 王菀之 - 永遠幾遠（編、監） - 王菀之 - 玻璃色（編、監） - 王菀之 - 花灑（監） - 王菀之 - 郎來了（編、監） - 王菀之 - 小黑與我（編、監） - 王菀之 - 呼天不應（編、監） - 王菀之 - 戀上你的床（監） - 王菀之 - 多愁善感（監） - 王菀之 - 情比紙薄（編、監） - 王菀之 - 許願池的希臘少女（編、監） - 王菀之 - 我來自火星（Infinity Journey Mix）（編、監） | - 泳 兒 - 嚮往（曲、編） - 張敬軒 - 願望樹上（曲、監） - 張敬軒 - 狐（監） - 張敬軒 - 夜宴（曲、編、監） - 陳小春 - 自我作主（曲、編、監） - 陳小春 -臭皮匠（監） - 陳慧琳 - 太悶（監） - 鄧麗欣 - 其實我想……（曲、編、監） - 鍾舒漫 - 陽光小小姐（曲） - 關楚耀 - 千手觀音（監） - 關楚耀 - 半夜情（監） - 關楚耀 - 為著沒有（編、監） |

### 2009年
| | |
| - Benji and Lesley - Showtime（監） - Crystal@HotCha - 井底娃娃（曲、編、監） - 王菀之 - 她扔了根火柴（編、監） - 王菀之 - 月亮說（編、監） - 王菀之 - 大笨鐘（編、監） - 王菀之 - 低科技之歌（編、監） - 王菀之 - I'm Sorry（監） - 王菀之 - 我不打算流眼淚（編、監） - 王菀之 - 小團圓（編、監） - 王菀之 - 粒糖有毒（編、監） - 王菀之 - 迷失藝術（編、監） - 王菀之 - 月亮事（編、監） | - 王菀之 - Mary had a little clock（編、監） - 王菀之、常石磊 - 記住 記住（編、監） - 李克勤 - 今夕是何年（編） - 言承旭 - Thank You（詞、曲、編、監） - 容祖兒 - 時不與我（曲、編、監） - 黃 馨 - 狗仔隊（曲、編、監） - 劉美君 - Mr.A.Ho（曲、編、監） - 蔡卓妍 - 明知你的他沒有（編、監） - 衛 蘭 - Please（曲、編、監） - 鄭秀文 - 結果（編、監） - 黎 明 - 是我（曲） |

### 2010年
| | |
| - 王菀之 - 開籠雀（編、監） - 王菀之 - 畫外音（編、監） - 王菀之 - 最好的（編、監） - 王菀之、張敬軒 - 高八度（編、監） - 王菀之、梁祖堯、湯駿業 - 歌舞劇（編、監） - 王菀之、張敬軒、梁祖堯、湯駿業、邵美君 - 開籠雀（Finale）（編、監） - 林奕匡 - 寫詩（監） - 林奕匡 - 浮生六記（編、監） - 林奕匡 - 奇情夜（編、監） - 泳 兒 - 有了你（監） - 泳 兒 - Promise I Won't Cry（監） - 姜文杰 - Christmas Song（編、監） - 姜麗文 - 寧願得不到你（監） - 孫耀威 - 小孫公園（編、監） - 孫耀威 - 36（編、監） - 陳慧琳 - 微光（曲、監） - 黃 馨 - 旺旺（詞、編、監） - 黃 馨 - 幸福的眼淚（曲、詞、編、監） | - 黃 馨 - 秋田犬（編、監） - 黃 馨 - 不想守門口的狗（曲、編、監） - 蔡卓妍 - 你的吻很甜（曲、編、監） - 鄭秀文 - Flames Upon My Shoulders（編、監） - 關楚耀 - 回家（曲、編、監） - 關楚耀 - 阿Q（Icelandic Mix）（編、監） - 關楚耀 - 一步（曲、編、監） - 關楚耀 - 一年（曲、編、監） - 關楚耀 - 男功夫人（曲、編、監） - 關楚耀 - 夫爾歌（曲、監） - 關楚耀 - 老地方（曲、編、監） - 關楚耀 - 知恩（曲、編、監） - 關楚耀 - 博愛（曲、編、監） - 關楚耀 - 至少媽媽願意聽（詞、編、監） - 關楚耀 - 一年（One Take獨唱版）（曲、編、監） - 關楚耀 - 阿Q（Radio 真摰版）（編、監） - 關楚耀 - 一年（Radio Remix）（曲、編、監） |

### 2011年
| | |
| - Ashia - 愛·未來（曲、編、監） - 王菀之 - 柳暗花明（編、監） - 王菀之 - 末日（編、監） - 王菀之 - 安妮·法蘭克（編、監） - 王菀之 - 錯過了地址（編、監） - 王菀之 - Colors Of The Wind（編、監） - 王菀之 - I Dreamed A Dream（編、監） - 王菀之 - 水百合（編、監） - 王菀之 - 下次愛你（編、監） - 王菀之 Feat. 黃偉文 - 末日（前4'40"）（編、監） - 王菀之 Feat. 黃偉文、余文樂、梁祖堯、楊千嬅、湯駿業、黃秋生、鄭秀文 - 末日（前1'30"）（編、監） - 石詠莉 - 極樂（曲、編、監） - 林一峰 - 萬花筒（監） - 林一峰 - 煙．花雪（監） - 林一峰 - 春花祭（監） - 林一峰 - 時間．川流（監） - 林一峰 - 桃李園（監） - 林一峰 - 晚舟．初雪（監） - 林一峰 - 毋忘花（監） - 林一峰 - 風信子（秋）（監） - 林一峰 - 晨霧．朝露（監） - 林一峰 - 鏡花緣（監） | - 林一峰 - 萬花同（監） - 林一峰 - 年．月（監） - 林奕匡 - Stay With You Tonight（編、監） - 林奕匡 - 傷仲永（編、監） - 張敬軒 - 惜愛（編、監） - 野 仔 - Chok的故事（上集）（曲、詞、編、監） - 陳柏宇、林奕匡 - 無限（編、監） - 黃 馨 - 風信子（春）（曲、編、監） - 黃 馨 - 蜜糖毒（編、監） - 黃 馨 - 蝴蝶吻（編、監） - 黃 馨、林一峰 - 曇花夜（編、監） - 黃 馨、林一峰 - 桂花釀（編、監） - 葉文輝 - 從未忘記（編、監） - 劉美君 - 認錯（編、監） - 劉美君 - 你把我灌醉（編、監） - 劉美君 - 一場遊戲一場夢（編、監） - 劉美君 - 愛如潮水（編、監） - 劉美君 - 何去何從之阿飛正傳（編、監） - 劉美君 Feat. 馮翰銘 - 他一定很愛你（編、監） - 劉美君 Feat. 馮翰銘、HeartGrey - 他一定很愛你（Crazy Addict Mix）（編、監） - 蔡卓妍 - 大人國（曲、編、監） - 鄭 融 - 自來水（編、監） |

### 2012年
| | |
| - Twins - 大過天（編、監） - 王菀之 - Made Of Water（編、監） - 王菀之 - 留白（編、監） - 容祖兒 - 在時間面前（編、監） - 余文樂 - 氾濫（編、監） - 余文樂 - 沉迷（曲、編、監） - 李克勤 - Please Say I Do（編、監） - 李克勤 - 姐姐（曲、監） - 李克勤 - 大富翁（曲、監） - 李克勤 - 小題大做（曲、編、監） - 李克勤 - Goodbye（曲、編、監） - 林 峯 - 膠椅（曲、編、監） - 林德信 - 異能者的愛情生活（曲、編、監） - 林德信 - 新婚快樂（曲、編、監） - 林德信 - 地球保衛者（編、監） - 林奕匡 - 三十歲前要完成的事（監） | - 陳慧琳 - So Hot（曲、監） - 陳柏宇 - 二人世界（編、監） - 關楚耀 - 佔領（曲、編、監） - 關楚耀 - 我這一代人（曲、編、監） - 關楚耀 - 我還是甚麼（編、監） - 關楚耀 - 情事（曲、編、監） - 關楚耀 - 孱弱（編、監） - 陳柏宇 - 動物農莊（編、監） - 劉美君 - 左右手（監） - 劉美君 - 戀愛大過天（編、監） - 劉美君 - 烈焰紅唇（監） - 劉美君 - 明知故犯（編、監） - 劉美君 - 甜蜜如軟糖（編、監） - 劉美君 - 怪你過份美麗（監） - 晴 昕 - My Girl（編） |

### 2013年
| | |
| - 王菀之 - 皇餐廳（編、監） - 王菀之 - 幻影（編、監） - 王菀之 - 哥歌（編、監） - 王菀之 - 妳的名字我的姓氏（監） - 王菀之 - 如果這是情（編、監） - 王菀之 - 迷失表參道（監） - 王菀之 - 但願人長久（監） - 王菀之 - Chotto等等（監） - 王菀之 - 細水長流（編、監） - 王菀之 - 星空（編、監） - 王菀之 - 星空（鋼琴版）（編、監） - 何韻詩 - 似是故人來（編、監） - 何韻詩 - 歌之女（監） - 何韻詩 - 愛我便說愛我吧（編、監） - 何韻詩 - 壞女孩（監） - 何韻詩 - 痴痴愛一次（監） - 何韻詩 - 一舞傾情（監） - 何韻詩 - 烈燄紅唇（編、監） - 何韻詩 - 蔓珠莎華（編、監） - 何韻詩 - 同窗會（監） - 何韻詩 - 月移花影動（監） - 何韻詩 - 夕陽之歌（編、監） - 李克勤 - 藍月亮（編、監） - 李克勤 - 一千零一夜（編、監） - 周柏豪 - 妳還怕大雨嗎（編、監） - 容祖兒 - 小日子（曲、編、監） - 容祖兒 - 蟲之家（監） - 容祖兒 - 天窗（編、監） - 容祖兒 - 七不思議（曲、編、監） - 容祖兒 - 無電才是災難（曲、編、監） - 容祖兒 - 另眼相看（曲、編、監） - 容祖兒 - 近在咫尺（曲、編、監） - 容祖兒 - 深閨（編、監） - 容祖兒 - 破了的米菲兔（曲、詞、編、監） - 容祖兒、周柏豪 - 天窗（合唱版）（編、監） | - 陳志嘉、馬 賽 - 緣舞曲（編、監） - 陳柏宇 - 贖罪（編、監） - 陳柏宇 - 繭（編、監） - 陳柏宇 - 一休（編、監） - 陳柏宇 - 你有沒有聽過（編、監） - 陳柏宇 - 死神來了（編、監） - 陳柏宇 - 測謊機（監） - 陳柏宇 - 矛盾大對決（曲、編、監） - 陳柏宇 - Baby Don't Cry（編、監） - 陳柏宇 - 黑馬王子（監） - 陳慧琳 - It's All About Timing（監） - 陳慧琳 - 鐵漢柔情（編、監） - 陳慧琳 - 後樂園（編、監） - 陳慧琳 - 斷.捨.離（編、監） - 陳慧琳 - 點心（監） - 陳慧琳 - 月球上的約會（編、監） - 陳慧琳 - 鑽石會籍（監） - 陳慧琳 - 皮外傷（編、監） - 陳慧琳 - 淚流不止（編、監） - 森 美 - 森美無滾（曲、詞、編、監） - 馮翰銘 - 將進酒（曲、編、監） - 馮翰銘 - 也許（曲、編、監） - 馮翰銘 Feat. 王菀之 - 一剪梅（曲、編、監） - 馮翰銘 Feat. 何 山 - 臨江仙（曲、編、監） - 馮翰銘 Feat. 林一峰 - （二子）乘舟（曲、編、監） - 馮翰銘 Feat. 林一峰、黃 馨 - 二子（乘舟）（曲、編、監） - 馮翰銘 Feat. 陳奕迅 - 浣溪沙（曲、編、監） - 馮翰銘 Feat. 陳慧琳 - 再別康橋（曲、編、監） - 馮翰銘 Feat. 黃 馨 - 邁陂塘（曲、編、監） - 馮翰銘 Feat. 關統安 - 生年不滿百（曲、編、監） - 馮翰銘 Feat. 觸執毛 - 飲酒（曲、編、監） - 蔡卓妍 - 憐香惜玉（曲、編、監） - 蔡卓妍 - 小地方（曲、編、監） - 關楚耀 - 隻字不提（編、監） |

### 2014年
| | |
| - 王菀之 - 天堂有路（編、監） - 王菀之 - 我們他們（編、監） - 周慧敏、王菀之 - 美麗（編、監） - 陳志嘉 - 五十年後（監） - 陳志嘉 - 十二月二十三（編、監） - 陳志嘉 - 試音時間（編、監） | - 陳志嘉 - 冥想（曲、編、監） - 陳志嘉 - 犧牲你（編、監） - 陳志嘉 - 我有一首歌（編、監） - 陳志嘉 - 五十年後 深愛不移（監） - 群 星 - 撐起雨傘（編、監） |

### 2015年
| | |
| - 王菀之 - 小手術（編、監） - 王菀之 - 小俠（編、監） - 何韻詩 - 是有種人（監） - 容祖兒 - 這麼近(那麼遠)（編、監） - 容祖兒 - 飄紅（編、監） - 容祖兒 - Gotta Get High（曲、編、監） - 容祖兒 Feat. 林海峰 - 黃昏點唱機（曲、編、監） | - 許廷鏗 - 仁至義盡（編、監） - 陳柏宇 - 一字一淚（曲、編、監） - 湯寶如、關楚耀 - 感冒（編、監） - 鄧養天 Feat. 姜麗文 - 凹凸（編、監） - 鄧養天 Feat. 姜麗文 - 力神（編、監） - 關楚耀、東山少爺 - 泥沙堡壘（曲、編、監） |

### 2016年
| | |
| - C AllStar Feat. 蘇永康 - 聲音騷(永康)了（編、監） - Gin Lee - 月球下的人（曲、編、監） - Gin Lee - 很想要吧（編、監） - Gin Lee - 君子蘭（曲、編、監） - 王菀之 - 之乎者也（監） - 王菀之 - 該死的快樂（編、監） - 李克勤 - 一個都不能少（曲、編、監） - 林海峰 - 男人老狗（曲、編、監） - 雨 僑 - 大奇蹟日（編、監） - 容祖兒 - 我好得閒（編、監） - 容祖兒 - 新貴（編、監） - 容祖兒 - 無人知道雙子座（編、監） - 容祖兒 - 玩家（編、監） - 容祖兒 - 鴛鴦襪（曲、編、監） | - 容祖兒 - 閃光彈（編、監） - 容祖兒 - 裝傻（編、監） - 張敬軒、王菀之 - 友誼的小船（編、監） - 馮翰銘 - 繾綣星光下（編、監） - 馮翰銘 - 告別校園時（編、監） - 馮翰銘 - 知己知彼（編、監） - 馮翰銘 - 霧之戀（編、監） - 馮翰銘 - 藍雨（編、監） - 馮翰銘 - 你親愛的（曲、編、監） - 馮翰銘 - 我的親愛（編、監） - 馮翰銘 - 石頭記（編、監） - 馮翰銘 - 情人（編、監） - 馮翰銘 - 事件視界（曲、編、監） - 鄧養天 - 關注我（編、監） |

### 2017年
| | |
| - Gin Lee - 隨風而來 隨風而去（監） - Gin Lee - 和每天講再見（曲、編、監） - Gin Lee - 曌（監） - Gin Lee - 好風如水（曲、編、監） - Gin Lee Feat. C君 - 今朝有酒（編、監） - 王菀之 - My Way（編、監） - 王菀之 - 酷愛（編、監） - 王菀之 - 突然一生人（編、監） - 王菀之 - 愛不曾遺忘任何人（編、監） - 王菀之 - 忘記有時（編、監） - 吳雨霏 - 奉愛之名（監） - 吳雨霏 Feat. AF - Come With Me（監） - 李克勤 - 五十路（曲、編、監） - 李克勤 - C3PO（編、監） - 李克勤 - 恭喜你（編、監） - 李克勤 - 給歌迷梁小姐的公開信（曲、編、監） - 李克勤 - 失魂記（曲、編、監） | - 李克勤 - 30克（編、監） - 李克勤 - 龍鬚糖（編、監） - 李克勤 - 誇世代（曲、編、監） - 李克勤、6號@RubberBand - 黑膠（曲、編、監） - 李克勤、鄧小巧 - 莉亞的C3PO（曲、編、監） - 林海峰 Feat. Kiri T - 九號鞋（曲、編、監） - 容祖兒 - 時間的錯（監） - 容祖兒 - 記憶的味蕾（監） - 容祖兒 - 重生（編、監） - 容祖兒、李克勤 - 時間的錯（監） - 容祖兒、李克勤 - 記憶的味蕾（監） - 張敬軒 - 下次愛你（監） - 張敬軒 - 好時辰（編、監） - 陳美詩 - 我會照顧你（編、監） - 劉美君 - 花無百日紅（曲、編、監） - 蘇妙玲 - 施舍（曲、編、監） - 蘇妙玲 - 已讀不回（編、監） |

### 2018年
| | |
| - Gin Lee - 自我感覺還好（曲、編、監） - Gin Lee - 人間鬍子（監） - Gin Lee - 兩個我（曲、編、監） - 王菀之 - 沉默的士高（編、監） - 李克勤 - 單身狗（編、監） - 孫耀威 - 愛的故事(沒有下集)（編、監） - 孫耀威 - #DLGH (跌落個海)（編、監） - 孫耀威 - 有一種友情叫原諒（編、監） - 孫耀威 - 在車上睡了一夜（編） - 孫耀威 - 惡魔人（編、監） - 孫耀威 - 最後最後（編、監） - 容祖兒 - 鏡子說（監） | - 容祖兒 - 亞亞亞（曲、編、監） - 容祖兒 - 綁夢（監） - 容祖兒 - 容光（編、監） - 容祖兒 - 單人遊（編、監） - 容祖兒 - 答案之書（編、監） - 容祖兒 - 長大（編、監） - 莫文蔚 - 慢慢喜歡你（編） - 陳慧琳 - 答應你會幸福的（編、監） - 陳慧琳 - 做自己的太陽（編、監） - 陳慧琳 - 也許我一直不懂愛情（監） - 衛 蘭 - 伯利恆的主角（曲、編、監） - 關楚耀 Feat. MastaMic - 求生（編、監） |

### 2019年
| | |
| - Gin Lee - 浮世繪（編、監） - Gin Lee - 以愛情的罪名（監） - Gin Lee - 耽誤（監） - Gin Lee - 孤獨門口（編、監） - Robynn & Kendy - 明陣（編、監） - 李克勤 - 活埋（監） - 李克勤 - 惹（監） - 李克勤 - 欠你一句我愛你（編、監） - 李克勤 - 擁有（曲、編、監） - 李克勤 Feat. 杭盖乐队 - 你是我的大明星（曲、編、監） - 李克勤、阿 蘭 - 最完美的分手（曲、編、監） | - 楊丞琳 - 獻醜（編、監） - 楊丞琳 - 我不認識你（編、監） - 衛 蘭 - 鐵蘭花（曲、編、監） - 衛 蘭 - Strength & Shield（編、監） - 衛 蘭 - 運動詩歌（監） - 衛 蘭 - 面對（監） - 衛 蘭 Feat. AF、Jill Vidal、SHIMICA、Daniel Chu - 所以我愛（曲、詞、編、監） - 衛 蘭 Feat. Phat、JB、AF - 摩西的煩惱（曲、詞、編、監） - 衛 蘭 Feat. 馮允謙 - 家門（曲、編、監） - 關楚耀 - 真家（監） - 關楚耀 - 樹窿（監） |

### 2020年
| | |
| - 6號@RubberBand - 太空糖（監） - 李克勤 - 格林童話（曲、編、監） - 李克勤 - 為食熊貓（監） - 李克勤、周 深 - 不見就散（曲、編、監）(與KW朱敏希合作作曲) - 洪嘉豪 - 我說不可以（編、監） | - 梁漢文 - 再見童夢零（編、監） - 陳凱詠 - 天生二品（曲、監） - 陳凱詠 - 隔離（監） - 陳健安 - 出神（監） |

### 2021年
| | |
| - 王菀之 - the Pink Room（監） - 陳凱詠 - 虛擬人與我（曲、監） - 陳凱詠 - I Wish（監） - 陳凱詠 - 沒有無緣無故的恨（監） | - 陳凱詠 Feat. Jan Curious - I Wish（Poolside Version）（監） - 鄭欣宜 - But I'm Not Lonely（編、監） - 鄭欣宜 - 有天我會好（編、監） - 薛凱琪 - 假想敵（監） |

### 2022年
| | |
| - J.Arie - Ma Zone（監） - Kerryta - #RBF（編、監） - Kerryta Feat. Luna Is A Bep - Time to Let Go（曲、監） - 王菀之 - 狠愛狠愛你（監） - 王菀之、Serrini - 誅神的黃昏（編、監） - 吳啟洋 - 漸漸地（編、監） - 吳啟洋 - Close Friend（編、監） | - 陳正晞 - 少年戀愛狂熱（監） - 陳正晞 - 掌心的雨聲（監） - 陳凱詠 - Long D（曲、編、監） - 雲浩影 - 密切接觸者（編、監） - 雲浩影 - 氣流（曲、編、監、唱） - 雷同二友 - 喔嗚嗚（監） - 原始和聲 Raw Harmony - 建殿者的呼聲（編） |

### 2023年
| | |
| - THAIMAY - One More Round（監） - Twins - 雙喜樓（編、監） - R.O.O.T - 針對人類（曲） - Yan Ting - WANT（編、監） - 王嘉儀 - 我們的鬼魂（監） - 吳啟洋 - BAD（編、監） - 吳啟洋 - 孤獨先生（監） - 李克勤 - 飢餓的毛毛蟲（編、監） - 李克勤 - 小紅帽沒有遇到大灰狼（編、監） - 李克勤 - 回魂夜（編、監） - 李克勤 - 問題王子（編、監） | - 李克勤 - 妳的移動城堡（曲、監） - 李克勤 - 這個故事教訓我們（曲、監） - 泰倫斯 - DAY DAY BIRTHDAY（曲、監） - 側 田、Kerryta、余宗遙 - 一律建議分手（曲、監） - 張敬軒 - 隱形遊樂場 (情緒過山車)（編） - 雲浩影 - 放下放不下（曲、編、監） - 魏浚笙 - 我的世界地圖（編、監） - 關智斌 - 在風裏的我（編、監） - 關智斌 - 能幸福就好（編、監） - 顧定軒 - 行動代號0901（曲、編、監） |

### 2024年
| | |
| - Gordon Flanders - 碰觸在彌留之際（監） - Twins - 插班生甲的後畢業生活（曲、監） - Twins - 夢想與夢（編、監） - Twins - 忠粉（編、監） - 王菀之 - 我們曾經白頭到老（編、監） - 吳啟洋 - Feed Me（編、監） | - 姚焯菲 - Dreamscape（監） - 陳逸璇 - Thru the Night（曲、詞、監） - 泰倫斯 - 流浪的月（曲、編、監） - 泰倫斯 - Turn me OFF（曲、編、監） - 雲浩影 - 世界多了一個陌生人（編、監） |

### 2025年
|                              |                                 |
| - 姚焯菲 - KMC（曲、編、監） | - 魏浚笙 - 孤獨美食家（曲、監） |

## 音樂總監

### 2006年
- Ivana 王菀之 x Hins 張敬軒 903 Live

### 2007年
- Jacky Cheung 張學友 World Concert Tour

### 2009年
- Moov 王菀之 Ivana 小團圓音樂會

### 2010年
- Kelvin Kwan 關楚耀 Here I Am Show
- Hanjin x MC Jin Double Happiness

### 2011年
- 王菀之 水百合演唱會

### 2013年
- Kelvin Kwan 關楚耀 Break Out Concert
- Moov 容祖兒 Joey Yung廣州演唱會
- HOCC何韻詩 Memento

### 2014年
- 王菀之 菀之論演唱會

### 2015年
- 993拉闊 王菀之 Ivana Wong 唱作女皇音樂會(廣州)
- 風車草劇團－忙與盲的奮鬥時代
- 王菀之作品賞 Ivana Wong Fragrance of Music

### 2017年
- 林海峰爵士紀念馮翰銘音樂會
- The Magical Teeter Totter演唱會2017 (香港及澳門)

### 2018年
- 王菀之《Happiness Is...音樂會》
- 《拉闊音樂會 THE TRIO 仨》李克勤 X 周國賢 X AGA
- 王菀之《下北沢的北極光》音樂會

## 獎項

### 個人獎項

#### 2010年
- 華語金曲獎技術獎 - 年度最佳編曲人 《低科技之歌》

#### 2011年
- 十大勁歌金曲頒獎典禮 － 最佳編曲《水百合》

#### 2012年
- 2012年度叱咤樂壇流行榜頒獎典禮 - 叱咤樂壇編曲人大獎
- 華語音樂傳媒大獎 - 入圍最佳企劃創意、最佳製作人

#### 2013年
- 2013年度叱咤樂壇流行榜頒獎典禮 - 叱咤樂壇編曲人大獎
- 2013年度叱咤樂壇流行榜頒獎典禮 - 叱咤樂壇監製大獎
- GISA廣州新音樂年度十大金曲排行榜 - 我最喜愛監制
- GISA廣州新音樂年度十大金曲排行榜 - 最佳編曲人
- GISA廣州新音樂年度十大金曲排行榜 - 最佳歌曲監制《緣舞曲》
- 華語金曲獎 - 我最喜愛的唱片監製

#### 2014年
- 廣東廣播電視台珠江頻道音樂之星 - 金牌音樂制作人
- 三十眾星談三十 - 傑出音樂唱作人
- GISA廣州新音樂第一季十大金曲排行榜 - 最佳歌曲監製 《五十年後》
- GISA廣州新音樂第二季十大金曲排行榜 - 最佳歌曲編曲 《犧牲你》
- GISA廣州新音樂第二季十大金曲排行榜 - 最佳歌曲監製 《犧牲你》
- GISA廣州新音樂年度十大金曲排行榜 - 最佳年度監製
- GISA廣州新音樂年度十大金曲排行榜 - 最佳歌曲監製 《五十年後》
- 2014年度叱咤樂壇流行榜頒獎典禮 - 叱咤樂壇我最喜愛的歌曲大獎（編曲 / 監製）︰《撐起雨傘》

#### 2015年
- 2015年度叱咤樂壇流行榜頒獎典禮 - 叱咤樂壇編曲人大獎

#### 2016年
- 2016年度叱咤樂壇流行榜頒獎典禮 - 叱咤樂壇編曲人大獎

#### 2017年
- 2017年度叱咤樂壇流行榜頒獎典禮 - 叱咤樂壇編曲人大獎
- 2017年度叱咤樂壇流行榜頒獎典禮 - 叱咤樂壇監製大獎

### 監製專輯

#### 2006年
- 新城勁爆頒獎典禮 - 新城勁爆專輯獎  王菀之【詩情·畫意】

#### 2009年
- SINA Music樂壇民意指數頒獎禮 - SINA Music創作概念大碟  王菀之【On Wings Of Time】

#### 2012年
- 華語音樂傳媒大獎 - 年度最佳粤語專輯  林一峰【花訣】
- 華語金曲獎 - 年度國語十大專輯  林一峰【花訣】

#### 2013年
- 新城勁爆頒獎禮 - 新城勁爆專輯  容祖兒【小日子】
- 音樂先鋒榜2013年度頒獎禮 - 23家電臺聯頒最佳專輯  容祖兒【小日子】
- 全港民意流行音樂選舉 - 最受歡迎至尊唱片獎  容祖兒【小日子】
- 華語金曲獎 - 10月十佳專輯  馮翰銘【樂章・Chapters】
- 蝦米音樂Xiami 最佳專輯之一 -  馮翰銘【樂章・Chapters】
- iTunes Best Editors' Choice 2013 （香港區）-  馮翰銘【樂章・Chapters】
- IFPI香港唱片銷量大獎 - 十大銷量廣東唱片  容祖兒【小日子】
- IFPI香港唱片銷量大獎 - 十大銷量廣東唱片  何韻詩【Recollections】

#### 2014年
- 音樂先鋒榜年度頒獎禮 - 23家電臺聯頒最佳專輯(香港) 馮翰銘《樂章 / Chapters 》
- 全球華語歌曲排行榜頒獎典禮 - 最佳專輯 容祖兒《小日子》

#### 2016年
- 叱咤乐坛流行榜颁奖典礼 - 叱咤乐坛至尊唱片大奖 - 容祖兒《J-POP》

#### 2017年
- 第四届粵語歌曲排行榜頒獎典禮 - 至尊專輯 李克勤《30克 》

#### 2018年
- 第三十届音樂先鋒榜頒獎禮 - 最佳專輯 李克勤《30克 》

### 監製歌曲

#### 2004年
- 華麗台電視劇大獎 （馬來西亞）- 我的至愛主題曲  林峰《忘記傷害》
- TVB最受歡迎改編歌曲演繹大獎 -  黃伊汶《好睇》
- 新城勁爆頒獎禮 - 新城勁爆跳舞歌曲  黃伊汶《好睇》
- 新城勁爆頒獎禮 - 新城勁爆卡拉OK歌曲  葉文輝《私家歌》
- 新城勁爆頒獎禮 - 新城勁爆歌曲  劉德華《按摩女郎》
- TVB8金曲榜全球最愛粵語歌曲獎 - 劉德華《按摩女郎》
- TVB十大勁歌金曲獎 - 劉德華《按摩女郎》

#### 2005年
- 新城勁爆頒獎禮 - 新城勁爆跳舞歌曲  葉文輝《倒轉愛情》
- 叱咤樂壇頒獎典禮 - 專業推介叱吒十大 第四位  劉德華《我得你》

#### 2007年
- 勁歌金曲優秀選第一回 - 得獎歌曲  王菀之《畫意》
- RoadShow至尊音樂頒獎禮 - 至尊歌曲  王菀之《真心話》

#### 2008年
- 勁歌金曲優秀選第二回 - 得獎歌曲  王菀之《我來自火星》
- 勁歌金曲優秀選第三回 - 得獎歌曲  王菀之《永遠幾遠》
- 新城國語力頒獎禮 - 新城國語力歌曲  王菀之《怎麼會寂寞》

#### 2009年
- 勁歌金曲優秀選第二回 - 得獎歌曲  王菀之《大笨鐘》
- 勁歌金曲優秀選第三回 - 得獎歌曲  王菀之《月亮說》
- CASH金帆音樂獎頒獎典禮 - 最佳旋律  王菀之《月亮說》
- 新城勁爆頒獎禮 - 新城勁爆歌曲獎  王菀之《月亮說》
- 第三十二屆十大中文金曲頒獎典禮 - 十大中文金曲  王菀之《月亮說》
- 加拿大至HiT中文歌曲排行榜 - 全國推崇十大歌曲(粵語)  王菀之《月亮說》
- SINA Music樂壇民意指數頒獎禮 - SINA Music最高收聽率二十大歌曲  王菀之《月亮說》

#### 2010年
- 勁歌金曲優秀選第二回 - 得獎歌曲  王菀之《開籠雀》
- CASH金帆音樂獎頒獎典禮 - 最佳合唱歌曲  王菀之《高八度》
- 新城勁爆頒獎禮 - 新城勁爆歌曲獎  王菀之《開籠雀》
- 新城勁爆頒獎禮2010 - 新城勁爆歌曲  關楚耀《一年》
- 十大勁歌金曲頒獎典禮 - 十大勁歌金曲  王菀之《開籠雀》
- SINA Music樂壇民意指數頒獎禮 - SINA Music 最高收聽率二十大歌曲  王菀之《開籠雀》

#### 2011年
- 勁歌金曲優秀選第一回 - 得獎歌曲  王菀之《最好的...》
- 勁歌金曲優秀選第二回 - 得獎歌曲  王菀之《末日》
- 勁歌金曲優秀選第三回 - 得獎歌曲  王菀之《水百合》
- TVB8金曲榜頒獎典禮 - TVB8金曲榜金曲獎  王菀之《錯過了地址》
- TVB8金曲榜頒獎典禮 - 全球觀眾最愛粵語歌曲獎  王菀之《末日》
- Yahoo! 搜尋人氣大獎 - 搜尋十大人氣歌曲   王菀之《末日》
- 新城勁爆頒獎禮 - 新城勁爆歌曲   王菀之《末日》
- 叱咤樂壇流行榜頒獎典禮 - 專業推介叱咤十大  王菀之《末日》
- SINA Music樂壇民意指數頒獎禮 - SINA Music 最高收聽率二十大歌曲  王菀之《末日》
- 第三十四屆十大中文金曲頒獎典禮 - 十大中文金曲  王菀之《末日》
- 十大勁歌金曲頒獎典禮 - 十大勁歌金曲  王菀之《水百合》

#### 2012年
- 勁歌金曲優秀選第一回 - 得獎歌曲  王菀之《下次愛你》
- 勁歌金曲優秀選第三回 - 得獎歌曲  王菀之《留白》
- 新城勁爆頒獎禮 - 新城勁爆歌曲  王菀之《留白》
- 新城勁爆頒獎禮 - 新城勁爆原創歌曲  關楚耀《佔領》
- 叱咤樂壇流行榜頒獎典禮 - 叱咤十大 第三位  王菀之《留白》
- 十大勁歌金曲頒獎典禮 - 十大勁歌金曲  王菀之《留白》
- 十大勁歌金曲頒獎典禮 - 金曲金獎  王菀之《留白》
- 十大中文金曲頒獎音樂會 - 十大中文金曲  王菀之《留白》
- 勁歌王頒獎典禮 - 至尊金曲獎  王菀之《留白》

#### 2013年
- 新城勁爆頒獎禮 - 新城勁爆歌曲  王菀之《哥歌》
- 新城勁爆頒獎禮 - 新城勁爆歌曲  容祖兒《天窗》
- 新城勁爆頒獎禮 - 新城勁爆合唱歌曲  容祖兒 / 周柏豪《天窗》
- 叱吒樂壇流行榜頒獎典禮 - 叱吒十大 第七位  容祖兒《天窗》
- 十大中文金曲頒獎音樂會 - 十大中文金曲  王菀之《哥歌》
- 十大中文金曲頒獎音樂會 - 十大中文金曲  容祖兒《天窗》
- 勁歌金曲頒獎典禮 - 勁歌金曲 第十六位  王菀之《妳的名字我的姓氏》
- 勁歌金曲頒獎典禮 - 勁歌金曲 第十七位 王菀之《哥歌》
- 勁歌金曲頒獎典禮 - 勁歌金曲 第九位  容祖兒《另眼相看》
- 勁歌金曲頒獎典禮 - 勁歌金曲 第一位  容祖兒《天窗》
- 勁歌金曲頒獎典禮 - 勁歌金曲金獎  容祖兒《天窗》
- 音樂先鋒榜2013年度頒獎禮 - 港台十大先鋒金曲 容祖兒《天窗》
- 全港民意流行音樂選舉 - 最受歡迎至尊歌曲獎 容祖兒《小日子》
- 全港民意流行音樂選舉 - 十大最受歡迎歌曲第八位 容祖兒《天窗》

#### 2014年
- 叱吒樂壇流行榜頒獎典禮 - 我最喜愛的歌曲大奬 群星《撐起雨傘》
- 勁歌金曲優秀選第一回 - 得獎歌曲 王菀之《天堂有路》
- 新城國語力頒獎禮 - 新城國語力歌曲 容祖兒《破了的米菲兔》
- 新城國語力頒獎禮 - 新城國語力熱爆K歌 容祖兒《破了的米菲兔》
- 新城國語力頒獎禮 - 新城國語力熱播冠軍歌曲大獎 容祖兒《破了的米菲兔》
- CASH金帆音樂獎頒獎典禮「最佳女歌手演繹」王菀之《天堂有路》
- GISA廣州新音樂第一季十大金曲 - 陳志嘉《五十年後》
- GISA廣州新音樂第二季十大金曲 - 陳志嘉《犧牲你》
- 全球華語歌曲排行榜頒獎典禮 - 年度二十大金曲獎 容祖兒《小日子》

#### 2015年
- 叱咤樂壇流行榜頒獎典禮 - 專業推介   叱咤十大（第八位）容祖兒《黃昏點唱機》 featuring 林海峰
- 十大中文金曲頒獎音樂會 - 十大中文金曲 容祖兒《這麼近那麼遠》
- 十大中文金曲頒獎音樂會 - 十大中文金曲 許廷鏗《仁至義盡》
- 勁歌金曲頒獎典禮 - 勁歌金曲獎 容祖兒《這麼近那麼遠》
- 勁歌金曲頒獎典禮 - 勁歌金曲獎 容祖兒《黃昏點唱機》Featuring 林海峰
- 音樂先鋒榜年度頒獎禮 -《音樂先鋒榜》年度最佳編曲: 容祖兒《這麼近那麼遠》

#### 2016年
- 十大中文金曲頒獎音樂會 - 十大中文金曲 李克勤《一個都不能少》
- 叱咤乐坛流行榜颁奖典礼 - 叱咤十大第八位 容祖兒《無人知道雙子座》

#### 2017年
- 第四届粤语歌曲排行榜颁奖典礼 － 最受歡迎歌曲 李克勤《失魂記》
- 第四届粤语歌曲排行榜颁奖典礼 － 最受歡迎歌曲 李幸倪《和每天講再見》
- 叱咤樂壇流行榜頒獎典禮 - 叱咤樂壇至尊歌曲大獎 李克勤《失魂記》
- 叱咤樂壇流行榜頒獎典禮 - 叱咤十大第四位 吳雨霏 feat AF《Come With Me》
- 叱咤樂壇流行榜頒獎典禮 - 叱咤十大第七位 李幸倪《和每天講再見》
- 第四十屆十大中文金曲頒獎典禮 - 十大中文金曲 李克勤《失魂記》
- 勁歌金曲頒獎典禮 - 勁歌金曲金獎 李克勤《失魂記》
- 第四十届十大中文金曲頒獎典禮 - 十大中文金曲 李克勤《失魂記》
- 第四十届十大中文金曲頒獎典禮 - 全国最佳中文歌曲奖 李克勤《失魂記》
- 新城劲爆颁奖礼 - 劲爆歌曲 王菀之《突然一生人》
- 新城劲爆颁奖礼 - 劲爆演绎大奖 李克勤《失魂記》

#### 2018年
- 第三十届音樂先鋒榜頒獎禮 － 先鋒金曲 李克勤《失魂記》
- 第三十届音樂先鋒榜頒獎禮 － 先鋒金曲 容祖兒《重生》

## 個人生活
馮翰銘與歌手黃馨於2012年5月30日在大潭美國會舉行結婚儀式，兄弟及姊妹團成員包括林一峰及王菀之等人。

## 外部連結
- 《樂壇詩人與聲音機器的密語- 專訪著名音樂人Alex Fung馮翰銘》（上）https://web.archive.org/web/20150403021055/http://kicksound.com.hk/alexfung/
- 《樂壇詩人與聲音機器的密語- 專訪著名音樂人Alex Fung馮翰銘》（下）https://web.archive.org/web/20150402095220/http://kicksound.com.hk/alex2/